# Lokal-TV Nätverket i Sverige
Lokal-TV Nätverket i Sverige AB var ett företag som sände television i Sverige under varumärket Kanal Lokal. Företaget startades 2001 av Anders Lundmark och Lars-Henrik Friman, och ägdes till 70 procent av IT Provider.

## Kanal NollEttan
Dess dotterbolag LänkoMedia sände kanalen NollEttan från Linköping lokalt över Östergötland via kabel-tv och marksänd digital-TV. Sändningarna startade 1995. Den 17 november bytte kanalen namn till Kanal Lokal Östergötland.
Lokal-TV Nätverket hade 2005 tillstånd att sända i det digitala marknätet i fyra regioner: Skåne, Stockholm/Mälardalen, Linköping/Norrköping (av Lokal-TV Nätverket kallat tvillingstäderna och fjärde storstadsregionen) och Göteborgsregionen (inklusive Borås, Trollhättan och Uddevalla). I Östergötland hade man sänt kanalen NollEttan nästan sedan marknätets start. Under 2005 påbörjade man en expansion till fler regioner. I Skåne inleddes provsändningar av NollEttan i maj 2005 med reguljära sändningar efter sommaren. Egenproducerade program som Skåne Runt började sändas under hösten. Den 21 november bytte NollEttan Television (i Skåne) namn till Kanal Lokal Skåne.

## Kanal Lokal
Den 29 september 2005 inleddes sändningarna av Kanal Lokal Stockholm med nyheter från Expressen följt av det egenproducerade Stockholmspatrullen. Att Expressen skulle leverera nyheter meddelades i augusti. Kanal Lokal Skåne och Kanal Lokal Östergötland började sända i november och den 15 december startade Kanal Lokal Göteborg. Expressens nyheter skedde under olika varumärken såsom just Expressen i Stockholm och Östergötland, men GT i Göteborg och Kvällsposten i Skåne. Nyhetssändningarna producerades i nära samarbete med tidningsredaktionerna och hade så kallade "crawlers" med text i botten av skärmen. Nyheterna sändes varje vardagsmorgon och kväll och Expressen använde lokala videoreportrar, men studion och programkontroll fanns på centralredaktionen i Stockholm. Utöver nyhetssändningarna samarbetade Kanal Lokal med Expressen genom att några sportmagasin och fotbollsmatcher från Sport-Expressen också visades i Kanal Lokal.
Kanal Lokal distribuerades av olika operatörer, främst Boxer men i flera områden såsom Skåne och Östergötland också av kabel-tv-bolag. Lokal-TV Nätverket i Sverige AB och Kanal Lokal begärde sig själva i konkurs den 16 januari 2009.